# Mercedes (kommun i Brasilien)
Mercedes är en kommun i Brasilien.   Den ligger i delstaten Paraná, i den södra delen av landet, 1 200 km sydväst om huvudstaden Brasília. Antalet invånare är 5 046.
Trakten runt Mercedes består till största delen av jordbruksmark. Runt Mercedes är det ganska glesbefolkat, med 28 invånare per kvadratkilometer.